# Zacharial Leong
Zacharial Leong (* 6. April 1998 in Singapur), mit vollständigen Namen Zacharial Leong Jia Jun, ist ein singapurischer Fußballspieler.

## Karriere
Zacharial Leong erlernte das Fußballspielen in der Jugendmannschaft von Balestier Khalsa. Hier unterschrieb er im April 2018 auch seinen ersten Vertrag. Der Verein spielt in der ersten Liga, der Singapore Premier League. 2019 kam der Torwart auf sieben Einsätze in der ersten Liga.